# Base aérienne d'Ouman
La base aérienne Ouman (en ukrainien : Уманський аеродром) est une base aérienne (code OACI : UKKA) situé à Ouman en Ukraine.

## Historique
La base est utilisée pour l'entrainement des cadets de l'Université nationale de la Force aérienne Ivan Kojedoub. En 2017 la base est utilisée par des Antonov An-26

En 2015 il était prévu d'ouvrir la base aérienne à un usage civil.

### Situation
| Berdiansk Oujhorod Brody Ouman Kanatove Konotop Djankoï Tchouhouïv Kryvyï Rih Donetsk Sébastopol DniproVesseloïeBaheroveHorodokChersonèseGvardeïskoïeKatchaIvano-Frankivsk Izmaïl JovtneveJytomyr Koulbakino Kharkiv · Charcovie Khmelnytskyï Kherson KrementchoukKiev/Kyïv · Jouliany Kiev/Kyïv · Boryspil Kryvyï Rih Kolomya Loutsk Louhansk LvivMarioupol Mykolaïv Myrhorod Nijyn Odessa Poltava Rivne Sambir Simferopol Starokostiantyniv Tchernivtsi Vinnytsia Zaporijjia |